# بورن (توف)
شهرستان بورِن (به زبان مغولی: Бүрэн сум، [Büren sum]؛ ᠪᠦᠷᠢᠨ ᠰᠤᠮᠤ، [bürin sumu]) یک شهرستان (سُوم) در مغولستان است که در استان توف واقع شده‌است.

## تقسیمات اداری
شهرستان بورِن متشکل از ۵ قصبه (باغ) می‌باشد، شامل:
- اِردِنه‌خانغای (مغولی: Эрдэнэхангай баг، [Erdenexangaj bag]؛ ᠡᠷᠳᠡᠨᠢ ᠬᠠᠩᠭ᠋ᠠᠢ ᠪᠠᠭ، [erdeni qaŋɣai baɣ])
- اونجول (مغولی: Өнжүүл баг، [Önžüül bag]؛ ᠥᠨᠵᠢᠭᠦᠯ ᠪᠠᠭ، [önjigül baɣ])
- بایان‌چوغت (مغولی: Баянцогт баг، [Bajancogt bag]؛ ᠪᠠᠶ᠋ᠠᠨ ᠴᠣᠭᠲᠤ ᠪᠠᠭ، [bayan čoɣtu baɣ])
- توخوم (مغولی: Төхөм баг، [Töxöm bag]؛ ᠲᠦᠬᠦᠮ ᠪᠠᠭ، [töküm baɣ])
- منغول (مغولی: Монгол баг، [Mongol bag]؛ ᠮᠣᠩᠭᠣᠯ ᠪᠠᠭ، [moŋɣol baɣ])